# Antithrixia
Antithrixia é um género botânico pertencente à família Asteraceae.